# Vipperød Station
Vipperød Station er en dansk jernbanestation i Vipperød.

## Antal rejsende
Ifølge Østtællingen 2008 var udviklingen i antallet af dagligt afrejsende:
| År   | Antal |
| ---- | ----- |
| 2003 | 400   |
| 2004 | 420   |
| 2005 | 353   |
| 2006 | 452   |
| 2007 | 289   |
| 2008 | 375   |